# Erich Kordt
Erich Kordt (ur. 10 grudnia 1903 w Düsseldorfie, zm. 11 listopada 1969 tamże) – niemiecki prawnik i pracownik Ministerstwa Spraw Zagranicznych (od 1928). 
Dyplomata na placówkach w Genewie i Bernie (1933–1934). Od 1937 członek NSDAP i SS. Od 1938 szef biura ministra spraw zagranicznych Joachima von Ribbentropa. Od 1940 Obersturmbannführer w SS-Hauptamt. Wysłannik dyplomatyczny (niem. Gesandter) w Tokio (1941) i Nankinie (1943). Po wojnie świadek obrony w procesach norymberskich (1948). Od 1951 wykładowca prawa i historii dyplomacji w Kolonii.